# William G. Boykin
William G. Boykin (Wilson, 19 aprile 1948) è un generale statunitense in pensione dal 2007, è stato sottosegretario alla difesa per l'intelligence sotto il presidente George W. Bush dal 2002 al 2007.

## Biografia
Boykin, nato a Wilson, nella Carolina del Nord, il 19 aprile 1948, ha servito per 36 anni nella Delta Force. Dopo aver partecipato alla Guerra del Vietnam inquadrato nella 101st Airborne Division, è stato coinvolto in numerose missioni di alto profilo, come ad esempio la crisi degli ostaggi in Iran nel 1980, la caccia a Pablo Escobar negli anni '90 in Colombia e la battaglia di Mogadiscio nel 1993. Successivamente è stato professore e autore nell'Hampden-Sydney College in Virginia, mentre attualmente è vicepresidente del Consiglio di ricerca familiare.